# Panama i olympiska sommarspelen 1972
Panama deltog med sju deltagare vid de olympiska sommarspelen 1972 i München. Ingen av landets deltagare erövrade någon medalj.